# El Salvador nos Jogos Pan-Americanos de 1975
El Salvador competiu nos Jogos Pan-Americanos de 1975 na Cidade do México, de 12 a 25 de outubro de 1975. Conquistou uma medalha, que foi a primeira da nação em jogos.